# Каллур, Сюзанна
Сюза́нна Эли́забет Каллу́р (швед. Susanna Elisabeth Kallur; род. 16 февраля 1981 года, Хантингтон, штат Нью-Йорк, США) — шведская легкоатлетка, выступавшая в барьерном беге на 60 и 100 метров. Чемпионка Европы на стадионе и в закрытых помещениях, призёр чемпионата мира в закрытом помещении. Рекордсменка мира в беге на 60 метров с барьерами с 2008 года (7,68 сек).
Вместе с сестрой-близнецом Йенни Каллур, также выступавшей в дисциплине 100 метров с барьерами, являются дочерьми Андерса Каллура, четырёхкратного обладателя Кубка Стэнли в составе «Нью-Йорк Айлендерс» и Лизы Каллур, профессионально занимавшейся волейболом.
Рост — 169 см, вес — 61 кг. Тренеры — Агне Бергваль (швед. Agne Bergwall) и Карин Турнеклинт (швед. Karin Torneklint). 
Завершила карьеру в 2017 году.

## Ранние годы
Первоначально Сюзанна занималась прыжками в высоту, а затем увлеклась бегом на 100 м, 200 м и 100 м с барьерами. Впервые приняла участие в соревнованиях по лёгкой атлетике в возрасте 15 лет, и уже в 17 выиграла бронзовую медаль в стометровке с барьерам в Анси (Франция). В том же 1998 году Сюзанна показала неплохое время — 13,48 с — и выиграла золото в чемпионате Швеции, после чего улучшила своё время до 13,41 с и заняла пятое место на чемпионате Европы среди юниоров в Риге сразу в двух дисциплинах: 100 м с барьерами и эстафете 4x100 м.
Первая золотая медаль в серьёзных соревнованиях досталась Сюзанне в 2000 году, когда она выиграла стометровку с барьерами на чемпионате мира среди юниоров в Сантьяго. Там же она выиграла бронзу в эстафете 4×100 м. Её время улучшилось до 13,02 и она начала принимать участие во взрослых соревнованиях.

## 2001—2002 годы
В 2001—2002 учебном году Сюзанна вместе с сестрой Дженни поступили в Иллинойсский университет в США. За 2001 год Сюзанна значительно улучшила свой личный рекорд — до 12,74 с и на чемпионате мира в Эдмонтоне дошла до полуфинала, а на чемпионате Европы среди юниоров в Амстердаме с результатом 12,96 с заняла первое место. Второе досталось её сестре Дженни, пробежавшей стометровку с барьерами за 13,19 с. В 2002 году спортивная карьера у Сюзанны складывалась не очень удачно. На чемпионате Европы в Мюнхене она заняла седьмое место с результатом 13,09 с, после чего Сюзанна и Дженни решили переехать в Швецию.

## 2003 год
Сезон 2003 начался для Сюзанны очень удачно. В первом же чемпионате в закрытых помещениях она пробежала 60 м с барьерами за 7,90 с. На чемпионате Швеции Сюзанна выиграла серебро в беге на 100 м и золото в беге на 100 м с барьерами, а на чемпионате мира в Париже стала шестой в полуфинале бега на 100 м с барьерами с результатом 12,94 с.

## 2004 год
По сравнению с 2003 годом сезон начался не так хорошо. Сюзанна приняла участие в нескольких соревнованиях в закрытых помещениях, и её время на шестидесятиметровке с барьерами было на уровне восьми секунд. В первых числах мая во время тренировок она получила разрыв мышцы, в результате чего её участие в Олимпийских играх оказалось под вопросом. Однако после длительного периода восстановления и перерыва в тренировках на чемпионате Швеции Сюзанна заняла первое место, показав время 12,83 с, что позволило ей принять участие в Олимпийских играх в Афинах, где она дошла до полуфинала, заняв в нём седьмое место с результатом 12,67 с. Примечательно, что если бы она участвовала в другом полуфинале, то этого результата хватило бы, чтобы пройти в финал.

## 2005 год
На чемпионате мира в закрытых помещениях в Мадриде Сюзанна выиграла золотую медаль, пробежав 60 м с барьерами за 7,80 с и установив национальный рекорд. Неожиданностью в этом забеге стало серебро, завоёванное её сестрой-близнецом Дженни. На чемпионате мира в Хельсинки Сюзанна дошла до полуфинала, однако погода — дождь и встречный ветер (3,3 м/с) — не позволили ей, в отличие от сестры, пройти в финал. На чемпионате Швеции в Хельсингборге Сюзанна стала обладательницей ещё двух золотых медалей — в стометровке и стометровке с барьерами. В ежегодном финско-шведском чемпионате в Гётеборге она также выиграла стометровку, установив личный рекорд — 11,42.

## 2006 год
Сезон начался с того, что 28 января в Глазго Сюзанна выиграла шестидесятиметровку с барьерами, показав время 7,86 с, после чего 10 марта в Москве выиграла бронзу в чемпионате мира в этой же дисциплине, а в Гётеборге 10 августа добавила к своим достижениям золото чемпионата Европы.

## Личные рекорды
| Дисциплина                      | Время (сек) | Город, страна     | Дата             | Прим. |
| ------------------------------- | ----------- | ----------------- | ---------------- | ----- |
| 60 м                            | 7,24        | Бирмингем,Англия  | 3 марта 2007     |       |
| 60 м с барьерами (в помещениях) | 7,68        | Карлсруэ,Германия | 10 февраля 2008  |       |
| 100 метров                      | 11,30       | Мальмё,Швеция     | 22 августа 2006  |       |
| 100 м с барьерами               | 12,49       | Берлин            | 16 сентября 2007 |       |
| 200 м                           | 23,32       | Гётеборг          | 28 августа 2005  |       |
| 800 м                           | 2:27,87     | Худдинге          | 6 сентября 1998  |       |

## Достижения
| Пьедесталы почёта | Пьедесталы почёта      | Пьедесталы почёта | Пьедесталы почёта                      | Пьедесталы почёта | Пьедесталы почёта |
| ----------------- | ---------------------- | ----------------- | -------------------------------------- | ----------------- | ----------------- |
|                   | 100 метров с барьерами | 12,70 с           | Чемпионат Европы                       | Гётеборг          | 2006              |
|                   | 60 метров с барьерами  | 7,87 с            | Чемпионат мира в закрытых помещениях   | Москва            | 2006              |
|                   | 60 метров с барьерами  | 7,80 с            | Чемпионат Европы в закрытых помещениях | Мадрид            | 2005              |
|                   | 100 метров с барьерами | 13,02 с           | Чемпионат мира среди юниоров           | Сантьяго          | 2000              |
|                   | 100 метров с барьерами | 13,77 с           | Чемпионат мира среди юниоров           | Анси              | 1998              |

| Прочие достижения      | Прочие достижения      | Прочие достижения | Прочие достижения                    | Прочие достижения | Прочие достижения |
| ---------------------- | ---------------------- | ----------------- | ------------------------------------ | ----------------- | ----------------- |
| 3-е место в полуфинале | 100 метров с барьерами | 13,05 с           | Чемпионат мира                       | Хельсинки         | 2005              |
| 7-е место в полуфинале | 100 метров с барьерами | 12,67 с           | Олимпийские игры                     | Афины             | 2004              |
| 5-е место              | 60 метров с барьерами  | 7,89 с            | Чемпионат мира в закрытых помещениях | Будапешт          | 2004              |
| 6-е место в полуфинале | 100 метров с барьерами | 12,94 с           | Чемпионат мира                       | Париж             | 2003              |
| 7-е место              | 60 метров с барьерами  | 7,97 с            | Чемпионат мира в закрытых помещениях | Бирмингем         | 2003              |
| 7-е место              | 100 метров с барьерами | 13,09 с           | Чемпионат Европы                     | Мюнхен            | 2002              |
| 6-е место в полуфинале | 100 метров с барьерами | 12,85 с           | Чемпионат мира                       | Эдмонтон          | 2001              |